# Riccardo di Lauria
Riccardo di Lauria (... – Benevento, 26 febbraio 1266) è stato un nobile italiano.

## Biografia
Padre del celebre ammiraglio Ruggiero di Lauria, fu barone di Lauria dal 1254 al 1266 (anno della sua morte) e signore di altre terre. Aveva feudi in Basilicata (sin dal 1239) e in Calabria. Sposando Bella Amico divenne anche barone di Ficarra. Fu Gran Giustiziere e Capitano di guerra in Terra di Bari e fu un Gran Privado (Gran Favorito) del re Manfredi di Sicilia.
Il re siciliano e Riccardo erano legati da forti affetti familiari, sebbene quest'ultimo fosse solamente il padre di una zia acquisita di Manfredi, sposata allo zio Corrado Lancia, fratello di Bianca, sua madre; inoltre, Bella, seconda moglie di Riccardo, fu la balia di Costanza di Svevia, figlia di Manfredi.
Morì combattendo nella battaglia di Benevento al fianco del re  Manfredi, ucciso dal cavaliere Jeronimo di Sambiase.

## Dinastia
Riccardo di Lauria sposò: 
- Paliana di Castrocucco, nel primo matrimonio, da cui ebbe una figlia:
  - Costanza di Lauria;
- Bella Amico (~ 1221 – dopo il 1279), figlia di Guglielmo, sposata in seconde nozze, dalla quale ebbe: 
  - una figlia, il cui nome non ci è noto e che sposò Corrado I Lancia;
  - Ruggiero di Lauria, celebre ammiraglio al servizio dei sovrani aragonesi.